# Trichogramma zeirapherae
Trichogramma zeirapherae är en stekelart som beskrevs av Walter 1985. Trichogramma zeirapherae ingår i släktet Trichogramma och familjen hårstrimsteklar.
Artens utbredningsområde är Tyskland. Inga underarter finns listade i Catalogue of Life.